# افیوپگن ژاپنی
افیوپگن ژاپنی (نام علمی: Ophiopogon japonicus) نام یک گونه از تیره مارچوبگان است.

## نگارخانه

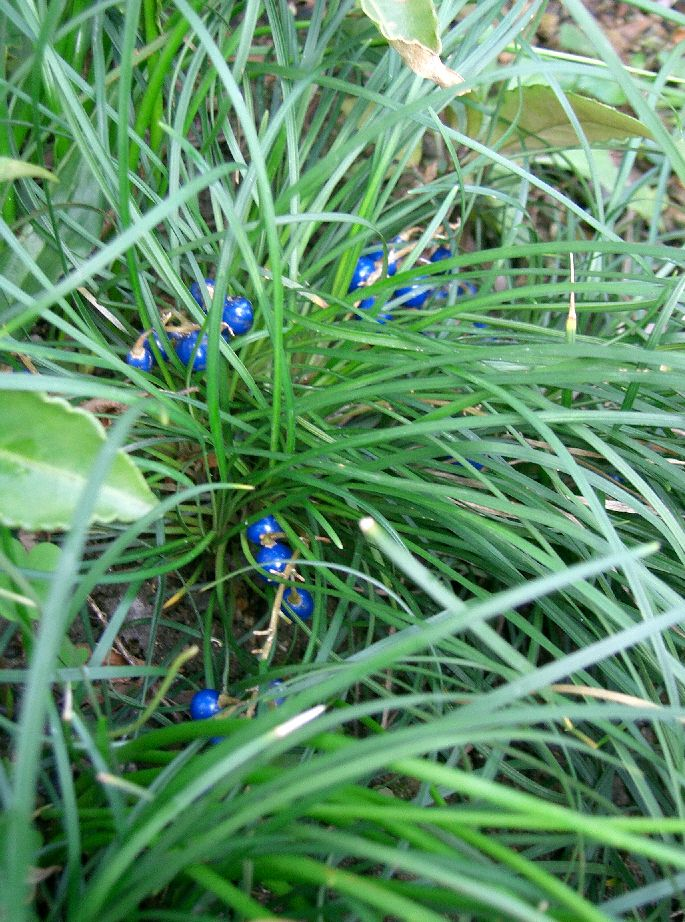
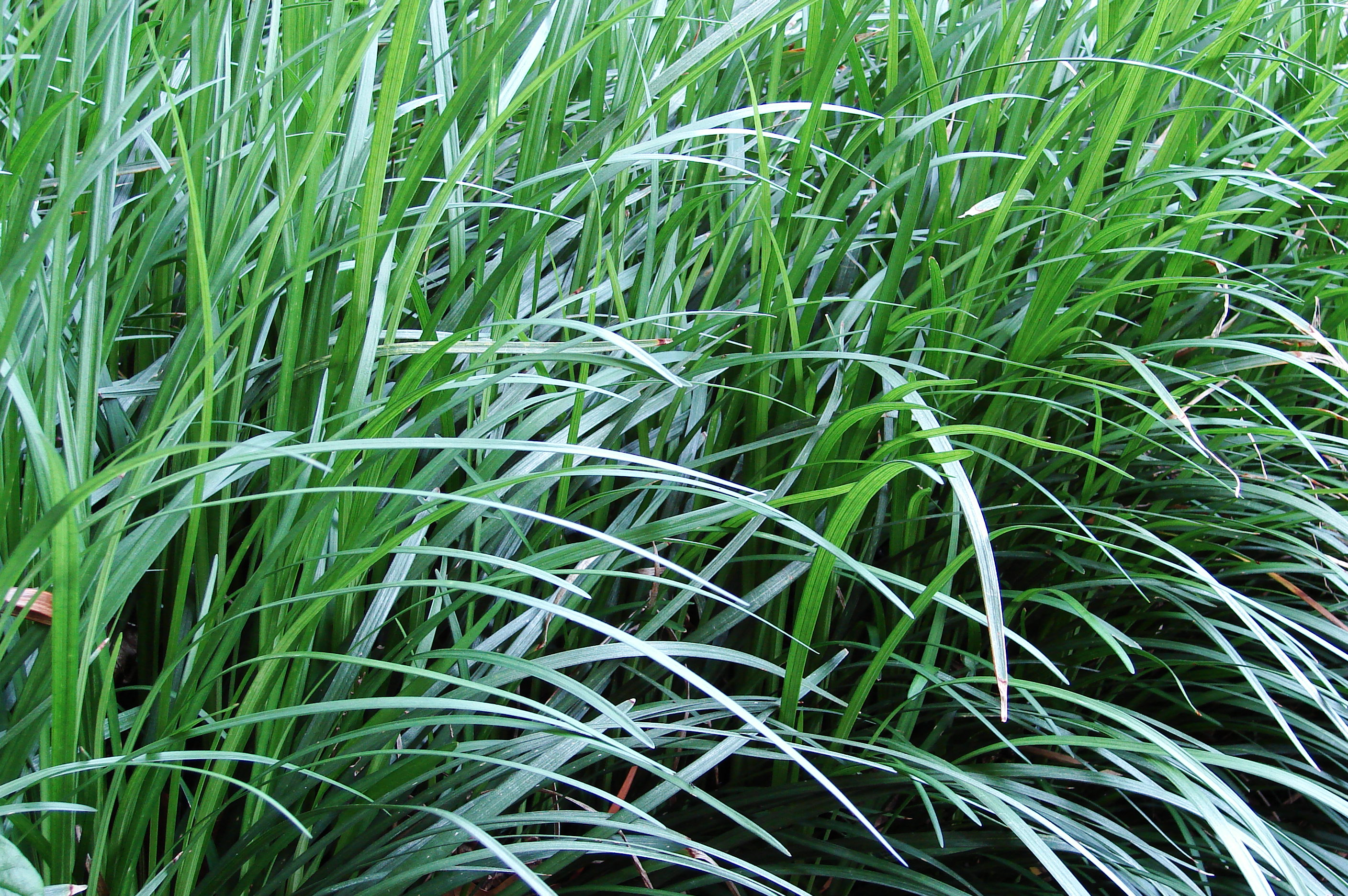
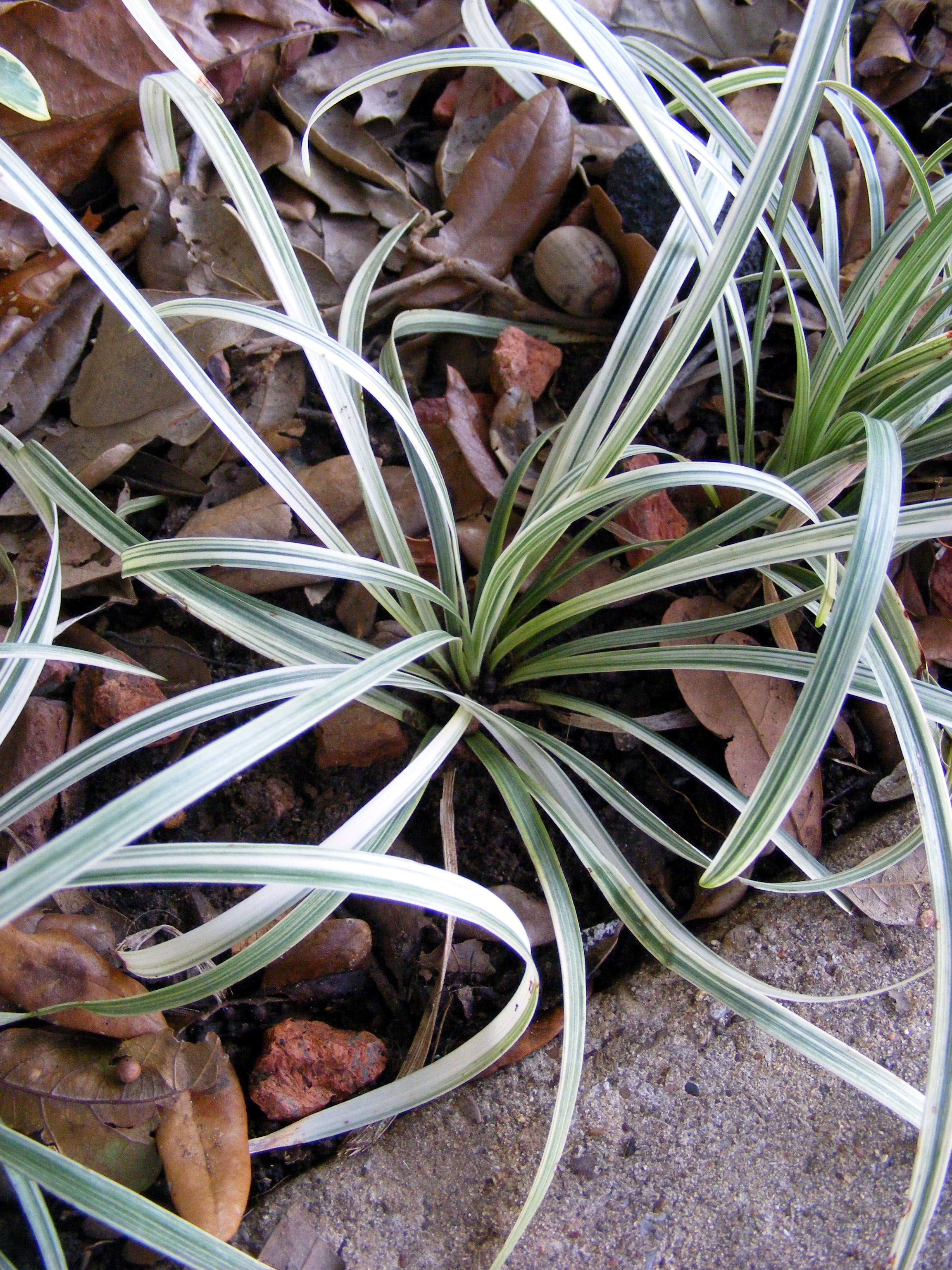